# یوشیهیرو توگاشی
یوشیهیرو توگاشی (انگلیسی: Yoshihiro Togashi؛ زادهٔ ۲۷ آوریل ۱۹۶۶) مانگاکا اهل ژاپن است. وی از سال ۱۹۸۶ میلادی تاکنون مشغول فعالیت بوده است. او طراحی مانگا را از سنین پایین شروع کرد و بعدها استعداد او در زمان تحصیل در کالج توسط شرکت انتشاراتی شوئیشا شناخته شد. توگاشی در سه دهه گذشته چندین مجموعه مانگای مختلف در ژانرهای مختلف نوشته از جمله مجموعه‌های یو یو هاکوشو (۱۹۹۰–۱۹۹۴) و هانتر × هانتر (۱۹۹۸–اکنون) که برخی از پرفروش‌ترین مجموعه‌های مانگای تمام دوران هستند، شهرت دارد. توگاشی با نائوکو تاکوچی، نویسنده مانگا سیلور مون ازدواج کرده است.